# Hilary Tempel
Hilary (Chil) Tempel (ur. 23 września 1881 w  Łodzi, zm. 20 czerwca 1940 w Palmirach) – polski przemysłowiec, wydawca muzyczny i filantrop.

## Życiorys
Urodził się w rodzinie Lazara i Sary z Bemów (lub Lajzera i Racy). Ukończył szkołę rzemieślniczą w Łodzi i Wyższą Szkołę Handlową w Lipsku. Był założycielem i dyrektorem największej polskiej fabryki płyt gramofonowych Syrena Rekord oraz wydawnictwa muzycznego „Nowa Scena” w Warszawie. Był w Syrenie Rekord inżynierem odpowiedzialnym za jakość produkcji płyt. Pracował jako radca Gminy Wyznaniowej Żydowskiej w Warszawie, należał do zarządu zakładu dla umysłowo chorych „Zofiówka”. Był prezesem towarzystwa pogrzebowego „Ostatnia Posługa”.
Od 1922 był mężem Luizy Chaimoff.
Na początku wojny wyjechał na wschód, lecz wrócił do Warszawy. W październiku lub listopadzie 1939 został aresztowany przez Gestapo i osadzony na Pawiaku, a 20 czerwca 1940 rozstrzelany w Palmirach